# Manobia bimaculata
Manobia bimaculata es una especie de insecto coleóptero de la familia Chrysomelidae. Fue descrita en 1991 por Kimoto.